# 中井多賀宏
中井 多賀宏（なかい たかひろ、1973年6月17日 - ）は、日本の詩人、憲法活動家、ミュージシャン。
「共謀罪新設反対国際共同署名」、箕面市における「無防備地域」宣言運動、「みのお9条の会」の呼びかけ人。

## 来歴
大阪府大阪市生まれ、大阪府箕面市出身。箕面市立第一中学校を経て、大阪府立箕面高等学校を卒業（27期生）。関西学院大学法学部法律学科卒業、関西学院大学大学院法学研究科中退。大学入学を機に、本格的に詩作を始める。関西学院大学在学時から、主に差別問題を中心に各種人権問題に取り組み、大学院中退後、憲法の価値を広めるべく憲法講師としての活動を始める。2004年に「みのお9条の会」の立ち上げに参加、呼びかけ人となる。2005年に在野の法律家で構成するベーツ憲法研究所を立ち上げる。紫色の長い髪が特徴。自費出版で詩集などの執筆活動も行っていた。
2007年3月2日、「箕面市平和のまち条例」請求代表者のひとりとして箕面市議会にて陳述し、無防備地域宣言を求めた。

## 殺人未遂事件
2009年7月13日夜、大阪府箕面市箕面8丁目の路上で、中井が運転する軽自動車と大学生が運転する乗用車が出合い頭に衝突しそうになったことから、中井が大学生を追いかけて口論となり、所持していた折りたたみ式ナイフで腹部を数箇所刺して重傷を負わせた。中井はその後現場から逃走するも、通行人が軽自動車のナンバープレートを覚えていた事から容疑者として浮上、捜査員が自宅にいるところ発見、容疑を認めたため殺人未遂容疑で緊急逮捕された。中井は「口論は覚えているが、頭が真っ白になり、刺したのは覚えていない」と供述、事件前の同日未明にはブログに「眠剤をぶち込んでも全然眠れない」「ここまでモチベーションが低下しているという状態は初めてなので、どうしていいやら解らない日々、日々、日々」と綴っていた。また、これを受けて「みのお9条の会」は中井を呼びかけ人から削除し除名処分とした。

## 著書

### 小説
- 自由の排泄物（新風舎）2005年4月刊 ISBN 9784286064741
- 砂漠の古城（フーコー「短編小説」傑作選19）（路上のバイブレーション」収録、フーコー編集部編、フーコー）2005年11月刊 ISBN 978-4434066870

### 現代詩
- 繁華街のネズミ（文芸社）2005年3月刊 ISBN 9784835588810
- 朝から晩まで（碧天舎）2005年3月刊 ISBN 9784883469871
- 無限多角形の満月（新風舎）2005年5月刊 ISBN 9784797466140
- 空と大地と俺の部屋から（新風舎）2005年5月刊 ISBN 9784797468465
- うつむき羅漢（文芸社）2005年7月刊 ISBN 9784835593906
- beの世界（文芸社）2005年7月刊 ISBN 9784835593883
- 底無しの底（文芸社）2005年10月刊 ISBN 9784286003726
- 壁からの突起物（文芸社）2006年10月刊 ISBN 9784286020969
- ユクヘシレズ（文芸社）2007年1月刊 ISBN 9784286025025
- 関西詩人協会自選詩集 第5集（共著、詩画工房）2007年11月刊 ISBN 978-4902839135
- 無限多角形の満月（文芸社）2009年2月刊 ISBN 9784286064758
- 自由の排泄物（文芸社）2009年3月刊 ISBN 9784286064741

### 法律書
- 憲法ってなんだい？（文芸社）2005年5月刊 ISBN 9784835591957
- 表現の自由ってなんだい？（文芸社）2005年6月刊 ISBN 9784835592664
- 沈黙の社会にしないために―最高裁にあてた168通の上申書（最高裁への上申書収録、立川反戦ビラ弾圧救援会編、樹心社）2006年10月刊 ISBN 9784434085628
- 最新憲法がよ～くわかる本（秀和システム）2006年11月刊 ISBN 9784798014739
- 最新法律がよ～くわかる本（共著、秀和システム）2006年11月刊 ISBN 9784798014746
- 最新民法がよ～くわかる本（共著、秀和システム）2006年12月刊 ISBN 9784798015309
- 最新刑法総論がよ～くわかる本（共著、秀和システム）2007年2月刊 ISBN 9784798015804
- 最新刑法各論がよ～くわかる本（共著、秀和システム）2007年2月刊 ISBN 9784798015811